# رينو بآسيلينا
رينو بآسيلينا (بالفنلندية: Reino Paasilinna )‏ (و. 1939  م) هو سياسي، وصحفي، وكاتب فنلندي، ولد في المحيط المتجمد الشمالي، هو عضوٌ في الحزب الاشتراكي الديمقراطي الفنلندي، وهو عضوٌ في الجمعية البرلمانية لمجلس أوروبا.

## مناصب
تولى منصب عضو في البرلمان الأوروبي (20 يوليو 2004–13 يوليو 2009)
- عضو في البرلمان الأوروبي (20 يوليو 1999–19 يوليو 2004)[8]
- عضو في البرلمان الأوروبي (11 نوفمبر 1996–13 يوليو 2009)
- عضو في البرلمان الأوروبي (11 نوفمبر 1996–19 يوليو 1999)[8]
- عضو برلمان فنلندا  [لغات أخرى]‏ (24 مارس 1995–18 نوفمبر 1996)
- رئيس-مدير عام، أوليسراديو (1 يناير 1990–31 مارس 1994)
- عضو برلمان فنلندا  [لغات أخرى]‏ (26 مارس 1983–14 ديسمبر 1989).

## وصلات خارجية
- رينو بآسيلينا على موقع IMDb (الإنجليزية)
- رينو بآسيلينا على موقع قاعدة بيانات الفيلم (الإنجليزية)
- رينو بآسيلينا في قاعدة بيانات الأفلام على الإنترنت